# Venganza (álbum)
Venganza lanzado en 2005, es el álbum debut de la banda mexicana de death metal Hacavitz.

## Listado de pistas
| N.º | Título                         | Duración |  |
| 1.  | «Night Winds»                  | 5:42     |  |
| 2.  | «Ultimate Covenant»            | 4:06     |  |
| 3.  | «Tsita Ndte»                   | 4:12     |  |
| 4.  | «Fathom Thee Eerie»            | 4:29     |  |
| 5.  | «Old Rancor»                   | 6:35     |  |
| 6.  | «Lusting the Dead of the Nite» | 5:00     |  |
| 7.  | «Venganza»                     | 3:54     |  |
| 8.  | «Mixtla Miquiztli»             | 6:22     |  |
| 9.  | «Lightning Bolts Of Dead»      | 5:04     |  |
| 10. | «Viaje a Mictlan»              | 7:04     |  |

## Intérpretes
1. Antimo Buonnano - guitarra, bajo, voz
2. Eduardo Guevara - guitarra
3. Oscar Garcia - batería, percusión

- Datos: Q614585